# Democracia (khu tự quản)
Democracia là một khu tự quản thuộc bang Falcón, Venezuela. Thủ phủ của khu tự quản Democracia đóng tại Pedregal. Khự tự quản Democracia có diện tích 2602 km2, dân số theo điều tra dân số ngày 21 tháng 10 năm 2001 là 9107 người.